# Szadowski Młyn
Szadowski Młyn (też: Szadowo, dawn. niem. Schadauer Mühle) – osada w Polsce położona w województwie pomorskim, w powiecie kwidzyńskim, w gminie Kwidzyn nad Liwą.
W XIII wieku obszar dzisiejszego Szadowa i Szadowskiego Młyna pokrywała puszcza. Na początku XIV wieku tereny leśne należały do Prusa Scillinga (Silingsa). W 1327 roku weszły w skład dóbr biskupich, zwanych Trynowe (nazwa pruska). Wtedy to ówczesny biskup Rudolf zlecił Mikołajowi lokację wsi na 26 łanach. Lokacja odbywała się na prawie chełmińskim. Sołtys otrzymał trzy wolne łany, trzecią część dochodów sądowych i karczmę. W zamian płacił roczny czynsz w wysokości pół grzywny. Łany kmiece obłożono czynszem szesnastu skojców rocznie. Wieś otrzymała nazwę niemiecką Schadow (Schadau). Szadowo w XVI wieku zaliczało się do dóbr liczeńskich. W latach 1519–1521 następowały poważne zniszczenia miejscowości w czasie wojny polsko-krzyżackiej. W 1517 odbudowa wsi, uruchomienie młyna wodnego z kołem młyńskim i tartaku 1717 rok, w Szadowie było tylko osiemnaście łanów uprawnych. W 1806 roku mieszkało tu 87 osób, a w roku 1905 majątek zamieszkiwało 59 osób.
Pierwsze zapisy dotyczące Schadauer Mühle, należącego do majątku Schadau, pojawiają się w Słowniku geograficznym Królestwa Polskiego w roku 1890.
W okresie międzywojennym majątek należał do pruskiej rodziny Burgdorf, Młyn funkcjonował i miał dobrą opinie w okolicy. Żarna mlewnika wykonane były w Elblągu (Miały napisy Elbing i w latach 80-90. służyły za stoły na parkingu kempingowym Lasów Państwowych w Szadowie).
1939-1945 – okres II wojny światowej. Wojska radzieckie dotarły do Szadowa, niszcząc majątek, paląc jeden z domów mieszkalnych, a po znalezieniu tam portretu Hitlera, paląc również większość zabudowań gospodarczych w tym stodoły, stajnie i obory – pozostała tylko część użytkowana później jako budynek gospodarczy.
Po wojnie zmiana dotychczasowej nazwy Schadauer Mühle na Szadowski Młyn ustalona została Zarządzeniem Prezesa Rady Ministrów z dnia 3 listopada 1950. Majątek przejęła GS Samopomoc Chłopska w Kwidzynie w wyniku nacjonalizacji majątków prywatnych. Poprzedni właściciele – rodzina Burgdorf wyjechał do RFN i osiedlił się w Osnabrück (dolnosaks. Ossenbrügge).
W 1970 roku Szadowski Młyn i kolonię Szadowo zamieszkiwało łącznie 55 osób. Około 1974 roku młyn został zamknięty, a urządzenia rozszabrowane do 1984 roku, w którym nastąpiła sprzedaż majątku.
W latach 1974–1984 majątek Szadowo Młyn służył jako ośrodek wypoczynkowy GS. Budynek mieszkalny nr 1 zamieszkiwała rodzina Urbańskich. Budynek Szadowo 2 zamieszkiwali członkowie rodzin Przekopowicz i Drews. Młyn niszczał.
W latach 1975–1998 miejscowość administracyjnie należała do województwa elbląskiego. 10.08.1982 roku została założona księga wieczysta nr 19130 w Sądzie Rejonowym w Kwidzynie.
06.11.1984 majątek kupiła rodzina Reiss z Elbląga, potomkowie Kresowian, repatriantów z terenów dzisiejszej Ukrainy, z byłych terenów woj. Stanisławowskiego II Rzeczypospolitej, od tej chwili Szadowo Młyn zamieszkiwało 5 osób. W tym czasie pod numerami 3 i 4 mieszkały rodziny Matuszewskich i Wolińskich.
Dawne tereny pól uprawnych zamieniały się w lasy. Wieś przybrała formę pojedynczych siedlisk przedzielonych połaciami lasu i rozciągała się od okolic Trzciana do Ośna – byłego ówczesnego PGR.
w 1986 roku w Szadowie 2 powstał Zakład Mechaniki Maszyn i Urządzeń Rolniczych prowadzony przez właściciela majątku inż. Zbigniewa Reiss. Zakład świadczył usługo dla rolnictwa, jak również dla Rejonu Dróg Publicznych, ZEM Kwidzyn, PKS i innych. Zaprojektowane i wykonane przez inż. Reiss urządzenia bramowe funkcjonują po dziś dzień w części z tych zakładów.
18.02.1987 Północny Okręg Energetyczny wydał warunki ogólne i techniczne przyłączenia urządzeń elektrycznych do wspólnej sieci dla elektrowni wodnej w Szadowie. W tym okresie wybuchł pożar w domu mieszkalnym Szadowo 1, niszcząc budynek w stopniu uniemożliwiającym normalne zamieszkiwanie.
14.12.1989 przez właściciela majątku Szadowo Młyn została zarejestrowana działalność o przedmiocie: Produkcja Energii Elektrycznej, narodziła się Mała Elektrownia Wodna w Szadowie.
Część budynku została zaadaptowana pod potrzeby elektrowni. Turbina jako serce elektrowni, model bliźniaczy Francisa z lat 20. został przeprojektowany i wyremontowany. Powstał zespół prądotwórczy przy wykorzystaniu tylnego mostu od Star 66 w wersji wojskowej i wałów kardana. Sterowanie i automatyka projektu inż. Reiss wykorzystywała oryginalne elementy sterownicze turbiny, ale również takie elementy jak prądnice od samochodu Syrena.
W latach 1990–2002 właściciel elektrowni wprowadził kolejne modernizacje sterowania i siłowni, upraszczając konstrukcję i obsługę elektrowni.
Dom został odbudowany. Posesja uporządkowana. Trwają prace adaptacyjne budynku Zakładu Usługowego na restaurację.
W roku 2003 majątek został sprzedany Wielkiej Orkiestrze Świątecznej Pomocy. Powstał Uniwersytet Wolontariatu, budynek Szadowo 2 został wyburzony. Obiekty: Szadowo Młyn, budynek gospodarczy Szadowo 1 oraz Most Szadowo wpisane są na listę zabytków.